# Élie Semoun
Élie Semoun (Parigi, 16 ottobre 1963) è un umorista, attore e cantante francese.

## Biografia
Élie Semoun è nato a Parigi da una famiglia ebraica di origini marocchine ed algerine.
Il padre, Paul Semhoun (1932-2020), è originario della cittadina marocchina di Taza e lavora presso le poste. Sua madre, Denise Malka, originaria di Tlemcen in Algeria, è un'insegnante di francese; morì di epatite all'età di 37 anni, quando Elie aveva 11 anni. Primo di tre figli, aveva un fratello minore, Laurent (1964-2002), morto di AIDS nel 2002 all'età di 37 anni, e una sorella, Anne-Judith, direttrice marketing.
Ha iniziato la sua carriera d'umorista nel 1990 col suo amico Dieudonné, con cui ha scritto e interpretato sketch audaci su temi generalmente tabù (razzismo, miseria). Il loro primo spettacolo ha avuto luogo nel 1991 al Café de la Gare a Parigi. Ma in seguito il duo si è sciolto, e Diuedonné finirà anche per manifestare idee antisemite, suscitando l'amarezza di Semoun: